# Niszczyciele rakietowe typu Durand de La Penne
Niszczyciele rakietowe typu Durand de La Penne – włoskie niszczyciele rakietowe opracowane pod koniec lat 80. Typ okrętów nazwano imieniem włoskiego oficera służącego w Regia Marina podczas II wojny światowej, który brał udział w akcji uszkodzenia brytyjskich pancerników w porcie Aleksandria w grudniu 1941.

## Historia
W połowie lat 80. we Włoszech opracowano nową powiększoną i zmodernizowaną wersję niszczycieli typu Audace w której zastosowano siłownię w układzie CODOG i najnowsze wyposażenie elektroniczne. Głównym przeznaczeniem nowych okrętów było zapewnienie obrony przeciwlotniczej zgrupowaniom floty i konwojom a także zwalczanie okrętów podwodnych. Okręty mogły także wspierać operacje desantowe i służyć do niszczenia celów na lądzie. Przy konstruowaniu okrętów zwrócono uwagę na zwiększenie przeżywalności jednostek na polu walki, między innymi przez ulepszenie systemu przeciwpożarowego i zdublowanie kluczowych systemów okrętu.
Pierwszy okręt „Luigi Durand de la Penne” został zwodowany  w stoczni Finccantieri 29 października 1989. Wejście do służby nastąpiło w grudniu 1993. Zbudowano dwa okręty a z planów budowy kolejnych dwóch zrezygnowano na korzyść zamówienia nowych fregat rakietowych typu Horizon.
Od 2005 do 2011 roku „Francesco Mimbelli”, a od 2009 roku "Luigi Durand de La Penne" był modernizowany, między innymi w celu zastosowania nowszego wyposażenia elektronicznego i uzbrojenia, w tym przystosowania do nowszych rakiet przeciwlotniczych SM-2MR w miejsce SM-1MR.

## Zbudowane okręty
- „Luigi Durand de la Penne”(inne języki) – wodowanie 29 października 1989, wejście do służby grudzień 1993
- „Francesco Mimbelli”(inne języki) – wodowanie 13 kwietnia 1991, wejście do służby grudzień 1993

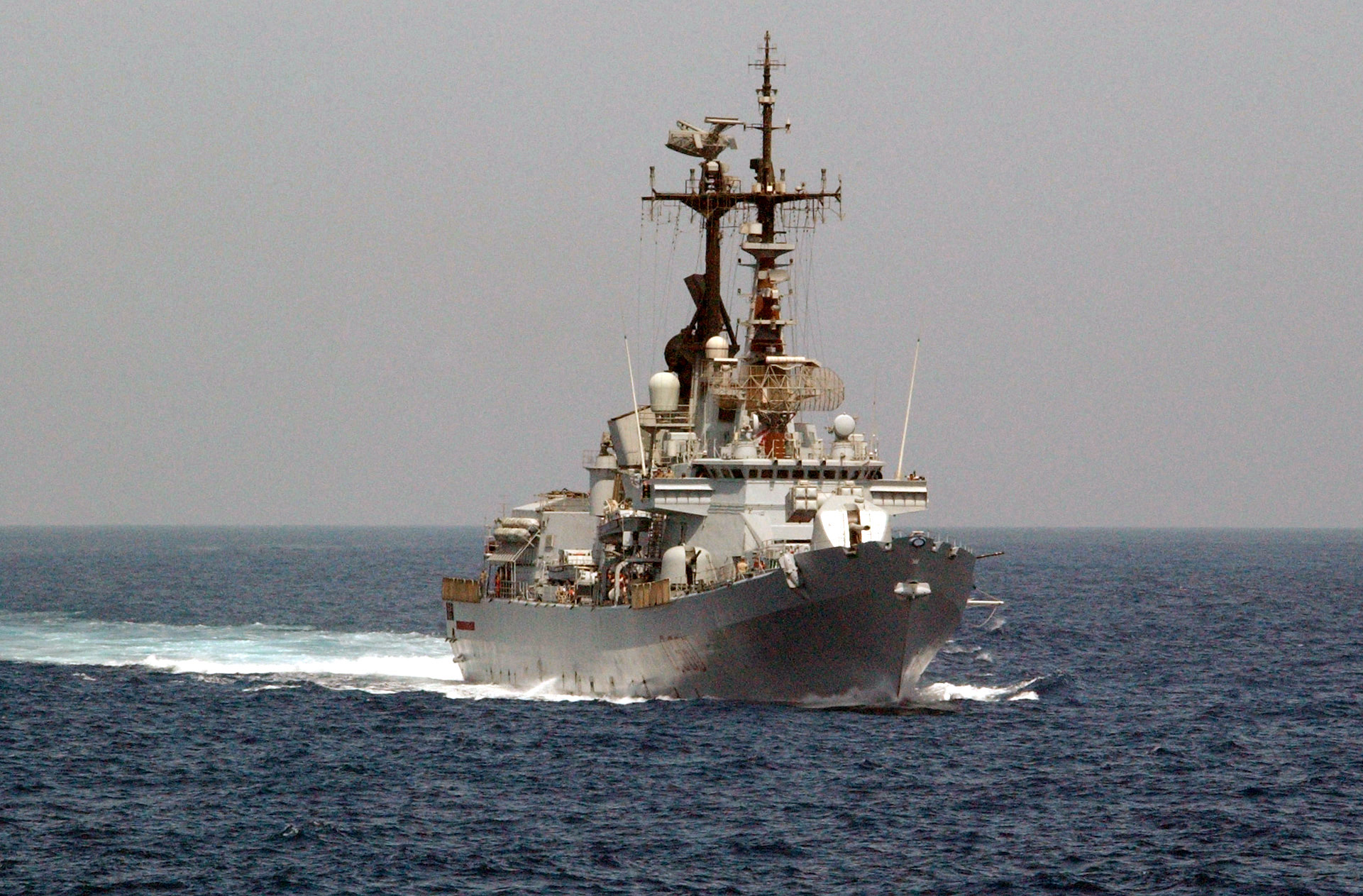